# Schlau aber blond
Schlau aber blond ist das dritte Studioalbum der deutschen Rapperin und Sängerin Shirin David. Es erschien im Februar 2025.

## Veröffentlichung
Schlau aber blond erschien am 14. Februar 2025 als CD und LP sowie zum Download und Streaming, ebenso als Boxset und Merch-Bundle. Schlau aber blond ist Davids erstes Album, das auch als Vinyl-Pressung erhältlich ist.

## Inhalt
Schlau aber blond beinhaltet 14 Titel, die größtenteils in deutscher Sprache verfasst sind. Das Album hat eine Gesamtspielzeit von 32 Minuten und 47 Sekunden. Alle Songs schrieb Shirin David mit weiteren Autoren und den jeweiligen Produzenten gemeinsam. Den Song It Girl performt sie gemeinsam mit dem deutschen Künstler Sampagne, den Song Atzen & Barbies mit dem Rapper Ski Aggu.
Als Intro für das Album fungiert Iconic, das David im Dezember 2024 bei der Silvesterveranstaltung am Brandenburger Tor in Berlin bereits vor der Veröffentlichung präsentiert hatte, und FSK16 beendet das Album als Outro.
| #  | Titel                                | Autor(en) | Produzent(en)                                                | Länge |
| -- | ------------------------------------ | --- | ------------------------------------------------------------ | ----- |
| 1  | Iconic                               | Shirin David, The Cratez (David Kraft, Tim Wilke) Bojan Ivetic, Lars Hammerstein, Patricia Davidavicius, Sergen Horoz, Giuseppe Di Agosta    | The Cratez                                                   | 1:48  |
| 2  | Schlau aber blond                    | Shirin David, The Cratez, Bojan Ivetic, Sergen Horoz, Giuseppe Di Agosta                                                                     | The Cratez                                                   | 2:10  |
| 3  | Bauch Beine Po                       | Shirin David, Lars Hammerstein, The Cratez, Bojan Ivetic, Giuseppe Di Agosta, Sergen Horoz                                                   | The Cratez                                                   | 2:13  |
| 4  | Atzen & Barbies (feat. Ski Aggu)     | Shirin David, Ski Aggu, Lars Hammerstein, Samuel Wernik, The Cratez                                                                          | The Cratez                                                   | 2:25  |
| 5  | Hass dich                            | Shirin David, Julian Otto, Jurij Gold, The Cratez                                                                                            | The Cratez                                                   | 2:25  |
| 6  | Küss mich doch                       | Shirin David, Lars Hammerstein, The Cratez, Bojan Ivetic, Giuseppe Di Agosta, Sergen Horoz                                                   | The Cratez                                                   | 2:25  |
| 7  | Grwm                                 | Shirin David, Mona Yim, Moritz Dauner, Lars Hammerstein, Bojan Ivetic, Samuel Wernik, Giuseppe Di Agosta                                     | Mona Yim, Moritz Dauner                                      | 2:10  |
| 8  | Baby bounce                          | Shirin David, Ozan Yıldırım, Lars Hammerstein, Samuel Wernik                                                                                 | Ozan Yıldırım                                                | 2:47  |
| 9  | Wenn ich dich seh                    | Shirin David, The Cratez, Bojan Ivetic, Lars Hammerstein, Sergen Horoz, Giuseppe Di Agosta                                                   | The Cratez                                                   | 2:21  |
| 10 | Größter Fehler                       | Shirin David, The Cratez, Lars Hammerstein, roze, Samuel Wernik, YUNG SAINT PAUL                                                             | The Cratez                                                   | 2:30  |
| 11 | Ich krieg dich nicht aus meinem Kopf | Shirin David, Nikolaos Kagiampinis, Luis Cruz, Barré, Jennifer Allendörfer, Bojan Ivetic, Lars Hammerstein, Sergen Horoz, Giuseppe Di Agosta | Nikolaos Kagiampinis, Barré, Luis Cruz, Jennifer Allendörfer | 2:18  |
| 12 | It Girl (feat. Sampagne)             | Shirin David, Samuel Wernik, Julian Otto, Bojan Ivetic, Lars Hammerstein, The Cratez                                                         | The Cratez                                                   | 2:23  |
| 13 | PMS                                  | Shirin David, The Cratez, Bojan Ivetic, Lars Hammerstein, Patricia Davidavicius, Sergen Horoz, Giuseppe Di Agosta                            | The Cratez                                                   | 2:26  |
| 14 | FSK16                                | Shirin David, Gennaro Frenken, Dennis Opoku, Lars Hammerstein                                                                                | Gennaro Frenken, Dennis Opoku                                | 1:54  |

## Singleauskopplungen
Die erste Single Bauch Beine Po wurde am 25. Juli 2024 veröffentlicht, die zweite Single It Girl, eine Zusammenarbeit mit dem Rapper Sampagne, erschien am 24. Oktober 2024. Erstere eroberte auf Anhieb Platz eins der deutschen Singlecharts, letztere erreichte den zweiten Rang. Als dritte Single erschien am 27. Dezember 2024 Küss mich doch, bevor David gemeinsam mit Ski Aggu am 10. Januar 2025 die letzte Single Atzen & Barbiesveröffentlichte.
Singles in den Charts

| Jahr | Titel           | Höchstplatzierung, Gesamtwochen, AuszeichnungChartplatzierungen (Jahr, Titel, , Platzierungen, Wochen, Auszeichnungen, Anmerkungen) | Höchstplatzierung, Gesamtwochen, AuszeichnungChartplatzierungen (Jahr, Titel, , Platzierungen, Wochen, Auszeichnungen, Anmerkungen) | Höchstplatzierung, Gesamtwochen, AuszeichnungChartplatzierungen (Jahr, Titel, , Platzierungen, Wochen, Auszeichnungen, Anmerkungen) | Anmerkungen                                             |
| Jahr | Titel           | DE | AT | CH | Anmerkungen                                             |
| --- | --------------- | --- | --- | --- | ------------------------------------------------------- |
| 2024 | Bauch Beine Po  | DE1 Gold · (40 Wo.)DE | AT1 Platin · (32 Wo.)AT | CH3 (17 Wo.)CH | Erstveröffentlichung: 25. Juli 2024 Verkäufe: + 330.000 |
| 2024 | It Girl         | DE2 (13 Wo.)DE | AT2 (7 Wo.)AT | CH16 (2 Wo.)CH | Erstveröffentlichung: 24. Oktober 2024 feat. Sampagne   |
| 2024 | Küss mich doch  | DE37 (3 Wo.)DE | — | — | Erstveröffentlichung: 26. Dezember 2024                 |
| 2025 | Atzen & Barbies | DE3 (7 Wo.)DE | AT6 (5 Wo.)AT | CH20 (1 Wo.)CH | Erstveröffentlichung: 9. Januar 2025 feat. Ski Aggu     |
| Folgende Lieder erschienen nicht als Single, wurden aber durch das Album zum Download und Streaming bereitgestellt und konnten somit eine Platzierung erlangen: |                 | | | |                                                         |
| |                 | | | |                                                         |
| 2025 | FSK16           | DE63 (1 Wo.)DE | — | — | Charteinstieg: 21. Februar 2025                         |

## Chartplatzierungen
Schlau aber blond stieg am 21. Februar 2025 auf Platz eins der deutschen Albumcharts ein und avancierte nach Supersize (September 2019) zum zweiten Nummer-eins-Album für David sowie nach diesem und Bitches brauchen Rap (November 2021) zum dritten Top-10-Erfolg. Darüber hinaus erreichte das Album auch die Chartspitze der deutschen deutschsprachigen Albumcharts sowie die Chartspitze der Hip-Hop-Charts. In beiden Chartlisten ist es ebenfalls Davids dritte Nummer-eins-Erfolg. In der Schweiz stieg das Album am 23. Februar 2025 auf Rang sieben der Charts ein und wurde so zu Davids dritten Top-10-Album nach Supersize und Bitches brauchen Rap.
| ChartsChartplatzierungen | Höchstplatzierung | Wochen |
| ------------------------ | ----------------- | ------ |
| Deutschland (GfK)        | 1 (21 Wo.)        | 21     |
| Österreich (Ö3)          | 2 (15 Wo.)        | 15     |
| Schweiz (IFPI)           | 7 (… Wo.)         | …      |

Auf der Streaming-Plattform Spotify verzeichnen alle Songs des Albums insgesamt über 170 Millionen Aufrufe. (Stand: Mai 2025)